# Шейн Лонг
Шейн Лонг (англ. Shane Long, нар. 22 січня 1987, Гортнаху, Ірландія) — ірландський футболіст, нападник клубу «Редінг» і збірної Ірландії.

## Клубна кар'єра
У дорослому футболі дебютував 2004 року виступами за команду клубу «Корк Сіті», в якій провів один сезон, взявши участь у 12 матчах чемпіонату. У складі «Корк Сіті» був одним з головних бомбардирів команди, маючи середню результативність на рівні 0,42 гола за гру першості.
Своєю грою за цю команду привернув увагу представників тренерського штабу англійського «Редінга», до складу якого приєднався 2005 року. Відіграв за клуб з Редінга наступні шість сезонів своєї ігрової кар'єри. Більшість часу, проведеного у складі «Редінга», був основним гравцем атакувальної ланки команди.
До складу клубу «Вест-Бромвіч Альбіон» приєднався 2011 року. Протягом першого сезону у новій команді відіграв за клуб з Вест-Бромвіча 32 матчі в національному чемпіонаті.

## Виступи за збірну
2007 року дебютував в офіційних матчах у складі національної збірної Ірландії. Наразі провів у формі головної команди країни 61 матч, забивши 15 голів.